# Thomas Weiland
Thomas Weiland (* 24. Oktober 1951 in Riegelsberg im Saarland) ist ein deutscher Physiker, Ingenieur, Hochschullehrer und Unternehmer. Er ist Professor der Elektrotechnik und leitete an der Technischen Universität Darmstadt viele Jahre das Institut Theorie Elektromagnetischer Felder. 1988 wurde Weiland mit dem Gottfried Wilhelm Leibniz-Preis ausgezeichnet.

## Leben und Wirken

### Ausbildung
Von 1961 bis 1970 besuchte Thomas Weiland das Ludwigsgymnasium Saarbrücken. Früh zeigte sich hierbei sein Forschungsdrang, indem er bereits als Schüler sechs mathematische und physikalische Preise auf Landes- und Bundesebene erhielt und dabei unter anderem mehrmals erfolgreich an dem schon damals sehr populären Programm Jugend forscht teilnahm. Nach der Aufnahme in die Studienförderung der Friedrich-Ebert-Stiftung absolvierte Weiland ab 1970 ein Studium an der Technischen Hochschule Darmstadt, welches er 1975 mit dem Diplom der Fachrichtung Theoretische Elektrotechnik abschloss.

### Wissenschaftliche Laufbahn
Als Wissenschaftlicher Mitarbeiter des Lehrstuhls Grundlagen der Elektrotechnik blieb Thomas Weiland nach seinem Diplom der TH Darmstadt auch in den folgenden vier Jahren treu und wurde unterdessen 1977 ebendort zum Dr.-Ing. promoviert. 1979 wechselte er schließlich als Fellow zur Theoriegruppe an das Teilchenlabor CERN in der Schweiz. Ab 1981 arbeitete er als Wissenschaftlicher Mitarbeiter am Forschungszentrum DESY in Hamburg und leitete von 1982 bis 1989 die dortige Gruppe Elektromagnetische Felder. Parallel dazu war Weiland ebendort auch Leiter der Wakefield Accelerator Research Group und konnte hierbei 1987 mit seinem Wakefield-Experiment die von ihm und G.A. Voss zuvor erfundene Wakefield-Transformation nachweisen. Während dieser Zeit erfolgte im Jahr 1984 auch seine Habilitation in Experimentalphysik an der Universität Hamburg.
Ferner war Weiland in der ersten Hälfte der 1980er Jahre mehrfach als Gastwissenschaftler an wissenschaftlichen Einrichtungen in den USA und Japan, unter anderem auch zweimal an der Stanford University (1980 und 1982). In der Folge schlug er einige Angebote zu Professuren in Texas und Berlin aus, um schließlich ab 1989 die Leitung des Fachgebiets Theorie Elektromagnetischer Felder an der TH Darmstadt (und späteren TU Darmstadt) zu übernehmen, die er bis 2017 innehielt. 1994 und 1997 verbrachte er je ein Forschungssemester an der Stanford University und an der University of Victoria.
Ab dem Jahr 2000 forcierte Weiland zusammen mit einigen anderen Professoren an der TU Darmstadt eine umfassende Computational Engineering Initiative. Hierbei war er von 2003 bis 2006 Direktoriumsvorsitzender des im Jahr zuvor neu gegründeten Forschungszentrums Computational Engineering. 2007 folgte im Rahmen der Exzellenzinitiative des Bundes und der Länder die Gründung der Graduate School of Computational Engineering (Graduiertenschule CE).
Im Laufe seiner Zeit als Professor und Leiter seines Instituts an der TU Darmstadt führteThomas Weiland über 100 Doktoranden zu einer erfolgreichen Promotion, aus deren Kreis wiederum zehn Professuren hervorgingen. Gemeinsam mit seinen Mitarbeitern veröffentlichte Weiland etwa 1400 wissenschaftliche Publikationen.

### Wissenschaftliches Wirken
Thomas Weilands wissenschaftliche Beschäftigungsfelder innerhalb der Theoretischen Elektrotechnik sind vielschichtig. Seine Kernkompetenzen liegen in der Erforschung und Weiterentwicklung von numerischen Methoden zur Berechnung elektromagnetischer Felder und deren elektromagnetischer Wechselwirkung bzw. Verträglichkeit, der Beschleunigerphysik, dem Computational Engineering (computergestützte Modellbildung, Simulation, Analyse und Optimierung), der Zeitbereichsanalyse und -simulation sowie in multiphysikalischen Simulationsmethoden und Problemlösungen.
Weiland hatte sich bereits im Laufe seiner Promotion mit der numerischen Berechnung elektromagnetischer Felder auseinandergesetzt. Dies sollte nicht nur seinen eigenen Werdegang prägen, sondern insbesondere einige Jahre später auch die allgemeine Vorgehensweise beim Prototypenbau innerhalb der Elektrotechnologie revolutionieren und bis heute nachhaltig beeinflussen. Eine zentrale Position von Weilands Berechnungen und seines wissenschaftlichen Wirkens besetzt dabei seine 1977 erstmals vorgestellte Entwicklung der Finiten Integrationstheorie (FIT) als konsistente Formulierung für die diskrete Darstellung der elektromagnetischen Grundgleichungen nach Maxwell auf räumlichen Gittern. Die Finite Integrationstheorie (auch als Finite Integrationstechnik bekannt) bildet die physikalisch-mathematische Grundlage von Simulationsprogrammen, die aktuell bei der Entwicklung einer Vielzahl von technologischen Produkten, wie z. B. Mobiltelefonen, nahezu unabdingbar sind.

### Unternehmertum und wirtschaftliche Bedeutung
Um die Ergebnisse seiner elektromagnetischen Grundlagenforschung für konkrete technische Entwicklungen nutzbar machen zu können, begann Thomas Weiland ab 1985 seine wissenschaftlichen Erkenntnisse hinsichtlich der Finiten Integrationstheorie in einer damals neuartigen Software zu bündeln: MAFIA (Maxwell's Equations by the Finite Integration Algorithm) erwies sich schnell als wegweisend – denn mit ihr ließen sich elektromagnetische Felder und deren Wechselwirkungen dreidimensional, automatisch und so realitätsnah am Rechner modellieren und simulieren, dass aufwändige Experimente bzw. Tests beim Prototypenbau größtenteils überflüssig wurden.
Zur kontinuierlichen Weiterentwicklung und für einen reibungslosen kommerziellen Vertrieb seiner Software gründete Weiland 1992 die Computer Simulation Technology GmbH (CST). Die CST GmbH wurde schnell zum Weltmarktführer auf dem Gebiet der Simulation elektromagnetischer Felder im Zeitbereich (Time Domain) mit Niederlassungen in 16 Ländern. 1998 wurde die MAFIA-Software in ihren Nachfolger CST Microwave Studio und 2005 wiederum in das aktuell gängige Softwarepaket CST Studio Suite neu eingebettet. Weltweit nutzen tausende führende Unternehmen unterschiedlicher Branchen (wie z. B. die Bosch-Gruppe, Airbus Defence and Space oder Dentsply Sirona) die in der Finiten Integrationstechnik begründete Software, um Entwicklungsaufwand und Entwicklungskosten sowie die Dauer zur Markteinführung neuer Produkte drastisch verringern zu können.
Anno 2008 erfolgte die Umwandlung der CST GmbH in eine AG, in der Weiland bis 2016 als Aufsichtsratsvorsitzender agierte. Im vierten Quartal 2016 wurde die CST AG Teil der Dassault Systèmes SE und damit in den zweitgrößten Softwarekonzern Europas nach SAP integriert. Dassault Systèmes sah in der Integration der CST-Lösungen in seine bereits bestehenden CAD-Anwendungen die zukunftsweisende Chance, einen neuen Industriestandard für die Multiphysik- und Multiskalen-Simulation von autonomen Fahrzeugen, vernetzten Gebäuden, medizinischer Ausrüstung, tragbaren elektronischen Geräten, intelligenten Uhren und Textilien sowie vielen weiteren Objekten innerhalb des Internets der Dinge zu setzen.
2014 gründete Weiland zusammen mit anderen Gesellschaftern die Advanced Computational Engineering GmbH (ACE) zur Beratung von Unternehmen in der Anwendung von Methoden des Computational Engineering sowie zur diesbezüglichen Projektentwicklung und Studienerstellung. Seit 2017 ist er Aufsichtsratsvorsitzender der ALCAN Systems GmbH, die im Bereich der Entwicklung von Liquid Crystal Flat Panel Smart-Antennen tätig ist.

### Soziales Engagement und Thomas Weiland-Stiftung
Weiland selbst ist sich der Bedeutung der TU respektive TH Darmstadt hinsichtlich seines wissenschaftlichen und seines unternehmerischen Werdegangs durchaus bewusst. Er sieht sie als einen Ort der Autonomie und Flexibilität, der Wissenschaftlerinnen und Wissenschaftlern sowohl in der Lehre als auch der Forschung einen außergewöhnlichen Grad an Freiheit ermöglicht – und dem er nach eigenen Worten dementsprechend „etwas zurückgeben“ möchte. In diesem Sinne stellte er nach dem Verkauf der CST AG der Universität 2016 einen Millionenbetrag zum Bau eines neuen Gebäudes zur Verfügung.
Ebenso ist es ihm ein besonderes Anliegen, jungen Menschen ein Studium zu ermöglichen bzw. Studierende zu fördern. Die 2014 von ihm gegründete Thomas Weiland-Stiftung honoriert deshalb ausgezeichnete Schul- und Studienleistungen und unterstützt aktuell jedes Jahr etwa 20 neue Bachelor- und Masterstudierende mit einem Stipendium von 750 Euro pro Monat über ihre gesamte Studienzeit. 2021 wurde eine zusätzliche Förderlinie für Preisträgerinnen und Preisträger von Jugend forscht ins Leben gerufen.

## Ehrungen und Auszeichnungen
- Physikpreis, Deutsche Physikalische Gesellschaft, 1986[28]
- USPAS Prize for Achievement in Accelerator Physics and Technology, U.S. Particle Accelerator School, 1986[29]
- Gottfried Wilhelm Leibniz-Preis, Deutsche Forschungsgemeinschaft,1988[2]
- Kooptation zum Ordentlichen Mitglied der Akademie der Wissenschaften und der Literatur Mainz, 1992[1]
- Max-Planck-Forschungspreis, 1995[30]
- Philip Morris Forschungspreis, 1997[31]
- Ernennung zum Ehrenprofessor der Tongji-Universität Shanghai, 2004[32]
- IEEE Fellow, 2012[33]
- Kooptation zum Ordentlichen Mitglied der Deutschen Akademie der Technikwissenschaften (acatech), 2014[34]